# Шарпсбург (Північна Кароліна)
Шарпсбург (англ. Sharpsburg) — місто (англ. town) в США, в округах Еджком, Неш і Вілсон штату Північна Кароліна. Населення — 1697 осіб (2020).

## Географія
Шарпсбург розташований за координатами 35°51′59″ пн. ш. 77°49′50″ зх. д. / 35.86639° пн. ш. 77.83056° зх. д. (35.866271, -77.830553).  За даними Бюро перепису населення США в 2010 році місто мало площу 2,63 км², уся площа — суходіл.

## Демографія
Згідно з переписом 2010 року, у місті мешкали 2024 особи в 826 домогосподарствах у складі 556 родин. Густота населення становила 771 особа/км².  Було 930 помешкань (354/км²).
Расовий склад населення:
| - 58,9 % — чорних або афроамериканців - 36,8 % — білих - 0,6 % — азіатів - 0,1 % — корінних американців - 1,3 % — осіб інших рас |

До двох чи більше рас належало 2,2 %. Частка іспаномовних становила 2,5 % від усіх жителів.
За віковим діапазоном населення розподілялося таким чином: 26,4 % — особи молодші 18 років, 64,3 % — особи у віці 18—64 років, 9,3 % — особи у віці 65 років та старші. Медіана віку мешканця становила 34,9 року. На 100 осіб жіночої статі у місті припадало 82,8 чоловіків;  на 100 жінок у віці від 18 років та старших — 75,4 чоловіків також старших 18 років.
Середній дохід на одне домашнє господарство  становив 38 434 долари США (медіана — 27 612), а середній дохід на одну сім'ю — 41 252 долари (медіана — 29 135). Медіана доходів становила 29 394 долари для чоловіків та 24 583 долари для жінок. За межею бідності перебувало 30,5 % осіб, у тому числі 41,9 % дітей у віці до 18 років та 6,4 % осіб у віці 65 років та старших.
Цивільне працевлаштоване населення становило 803 особи. Основні галузі зайнятості: виробництво — 27,1 %, роздрібна торгівля — 19,9 %, мистецтво, розваги та відпочинок — 10,7 %, освіта, охорона здоров'я та соціальна допомога — 9,6 %.